# Pierre Sevaistre
Pour les articles homonymes, voir Sevaistre.
Pierre Auguste Mathieu Sevaistre (né le 22 mars 1879 à Paris (9e arrondissement) et mort le 22 octobre 1949 à Tence) est un peintre français.

## Biographie
Pierre Auguste Mathieu Sevaistre est le fils de Léon Mathieu Sevaistre et de Louise Mathilde Augustine Marie Cuoq,
Engagé lors de la Première Guerre mondiale, il reçoit un éclat d'obus durant la bataille de la Marne.
En 1919, il épouse Marie Jeanne Outrey, fille de Georges Outrey. Durant cette période, au moins jusqu'en 1927, il réside et à son atelier villa Gabriel, à Montparnasse.
Artiste peintre à l'École des Beaux Arts, il expose au Salon des artistes français. Il reçoit une mention honorable en 1920, la médaille de seconde classe en 1924, et de première classe en 1930.